# Ostrovec-Lhotka
Ostrovec-Lhotka – gmina w Czechach, w powiecie Rokycany, w kraju pilzneńskim. Według danych z dnia 1 stycznia 2014 liczyła 100 mieszkańców.